# Ostra Góra (Zwonowice)
Ostra Góra – wzniesienie w pobliżu wsi Zwonowice.

## Opis
Ostra Góra wznosi się na wysokość 253 m n.p.m. i znajduje się na terenie Parku Krajobrazowego Cysterskie Kompozycje Krajobrazowe Rud Wielkich.
Z jej szczytu można dostrzec leśniczówkę położoną na Winnej Górze w Zwonowicach.

### Dawna wzmianka
W 1653 roku Ostra Góra znalazła się na skrupulatnej mapie powiatowego geodety Viebiga z Pszczyny jako załącznik do umowy między Opatem Emanuelem Pospelem a Wacławem Raszczyckim, właścicielem Gaszowic, Suminy i Górek (Śląskich).

### Trasa rowerowa
Ostra Góra znajduje się na regionalnej trasie rowerowej nr 330 rozpoczynającej się w Rudach i biegnącej m.in. przez: Zwonowice, Suminę, Lyski, Czernicę, Nędzę i Kuźnię Raciborską.

## Galeria

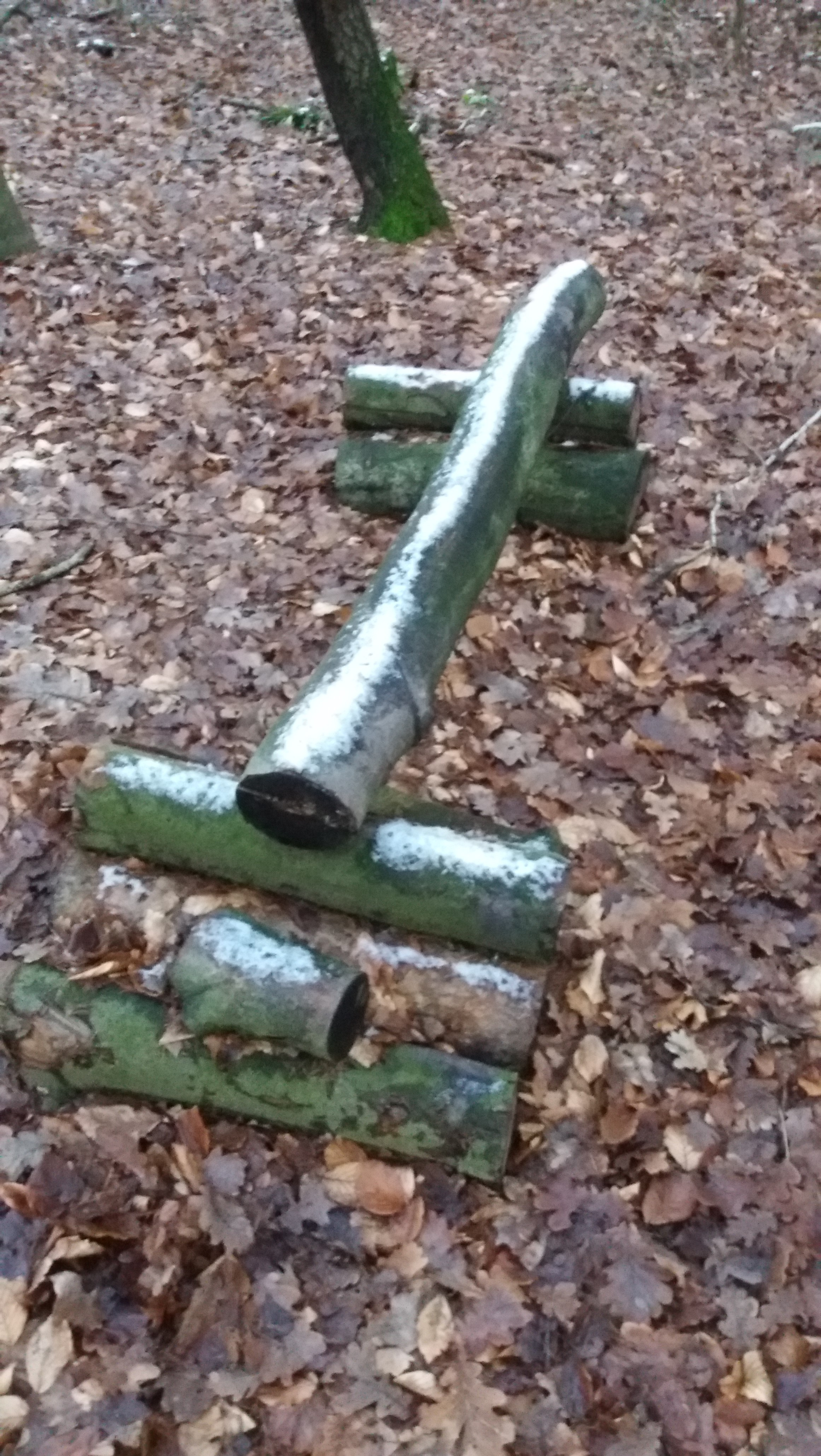
Ławeczka widokowa z bali drewna
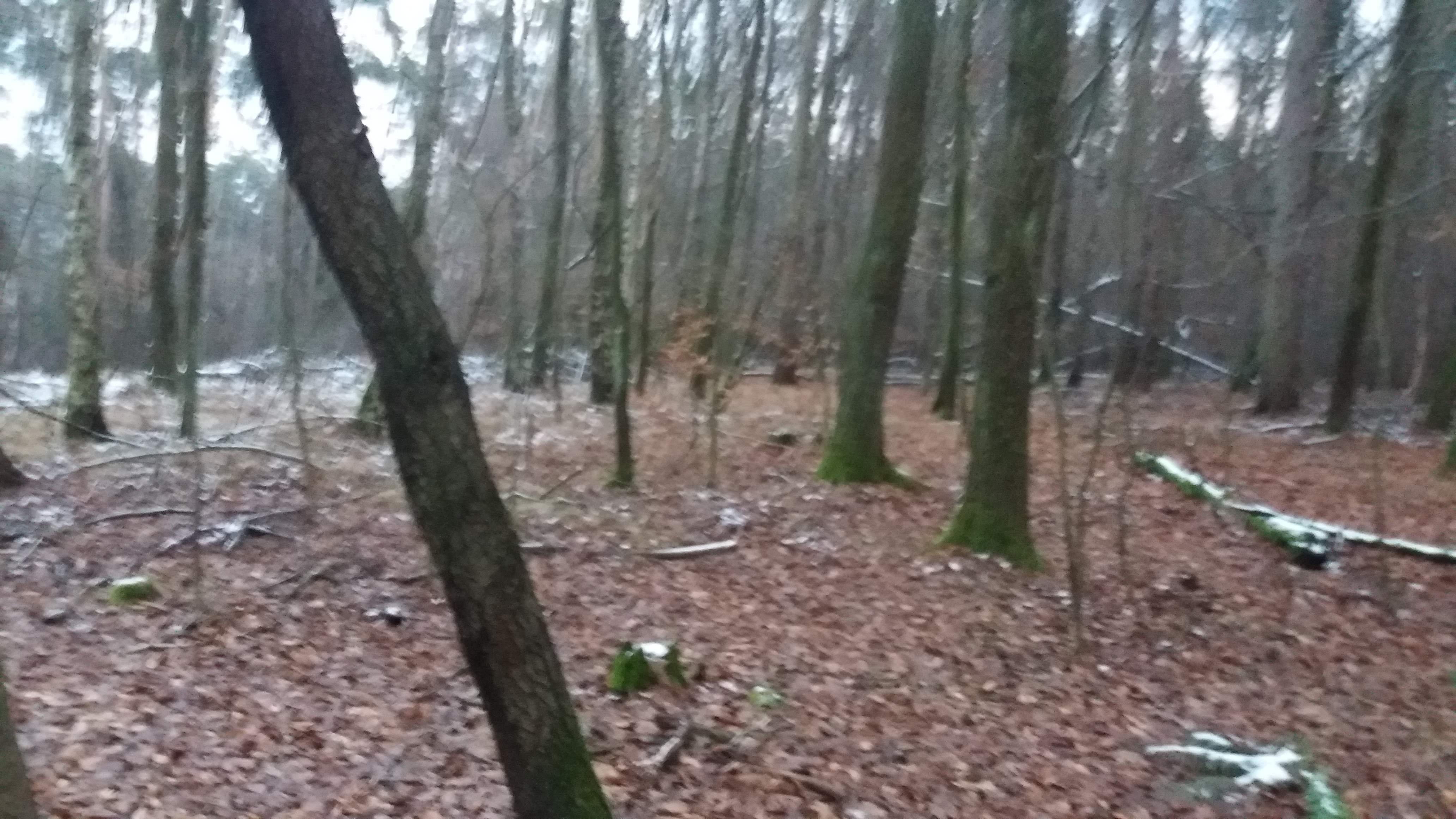
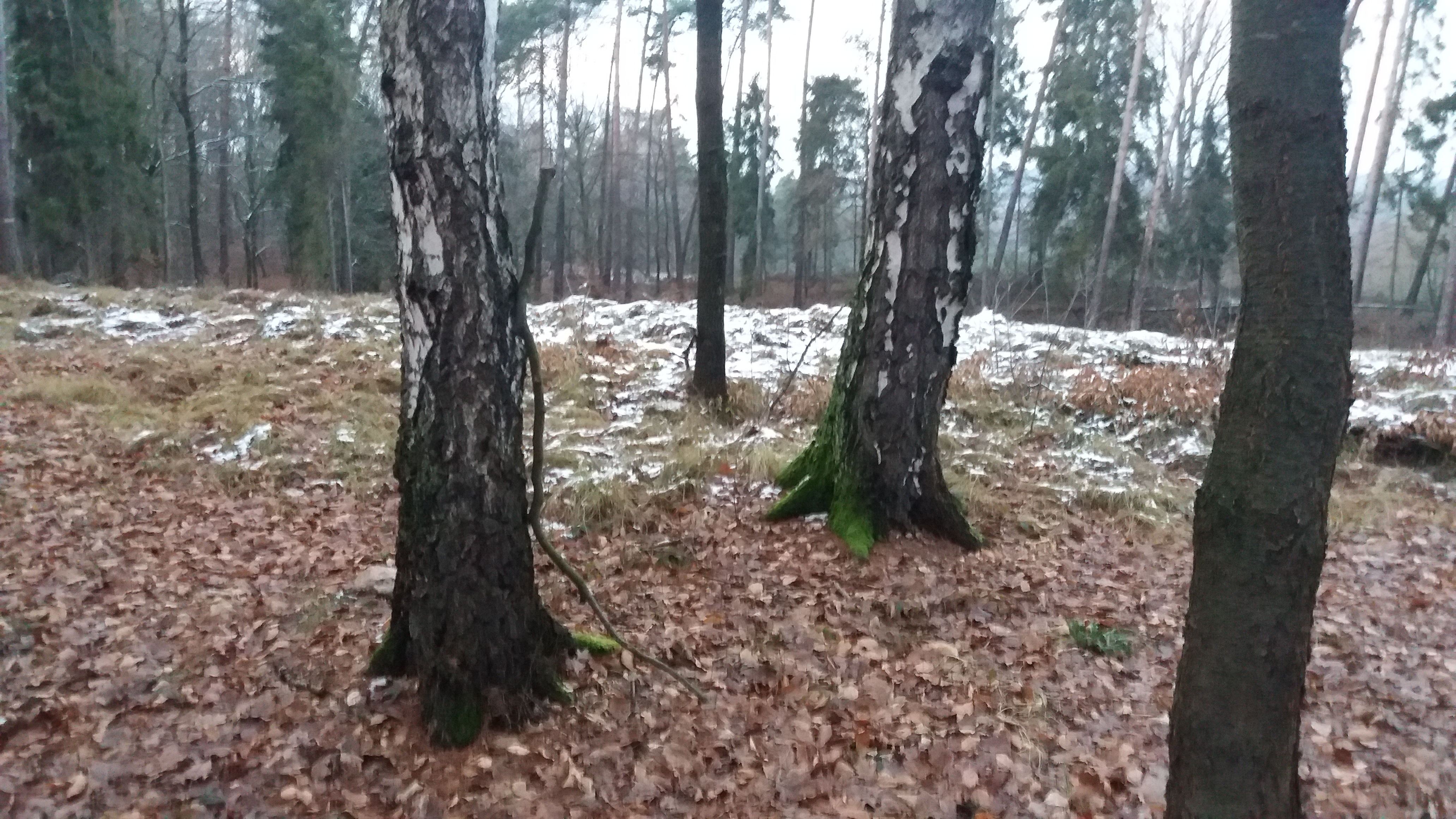
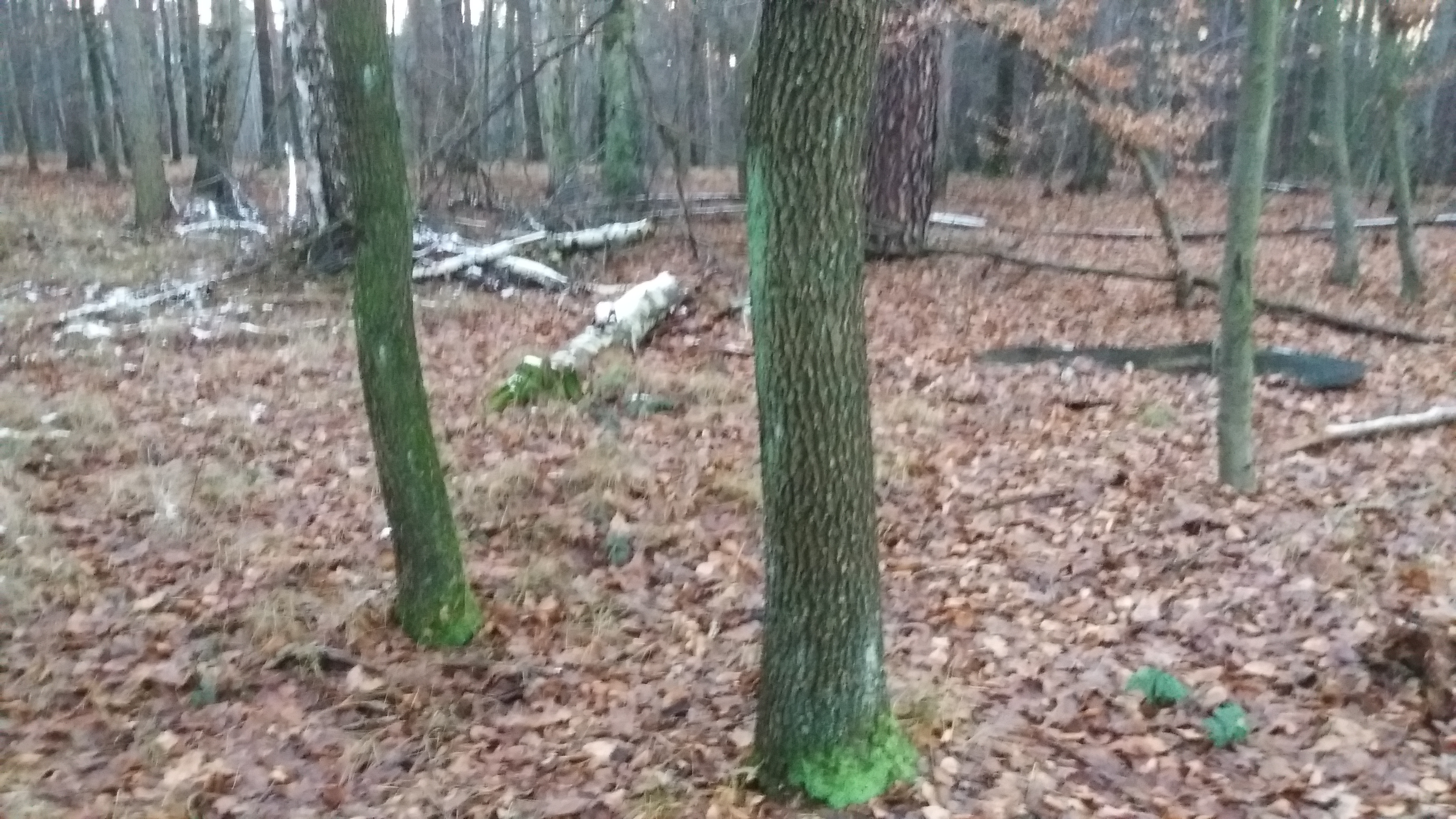